# Winthemia ignicornis
Winthemia ignicornis är en tvåvingeart som beskrevs av Louis-Paul Mesnil 1977. Winthemia ignicornis ingår i släktet Winthemia och familjen parasitflugor.
Artens utbredningsområde är Madagaskar. Inga underarter finns listade i Catalogue of Life.